# اچ‌ام‌اس گنگ (۱۷۸۲)
اچ‌ام‌اس گنگ (۱۷۸۲) (به انگلیسی: HMS Ganges (1782)) یک کشتی بود که طول آن ۱۶۹ فوت ۶ اینچ (۵۱٫۶۶ متر) بود. این کشتی در سال ۱۷۸۲ ساخته شد.